# Хејз (Монтана)
Хејз (енгл. Hays) насељено је место без административног статуса у америчкој савезној држави Монтана.

## Демографија
По попису из 2010. године број становника је 843, што је 141 (20,1%) становника више него 2000. године.
| Група             | 2000.     | 2010.     |
| Белци             | 37 (5,3%) | 42 (5,0%) |
| Афроамериканци    | 0 (0,0%)  | 2 (0,2%)  |
| Азијати           | 0 (0,0%)  | 0 (0,0%)  |
| Хиспаноамериканци | 2 (0,3%)  | 14 (1,7%) |
| Укупно            | 702       | 843       |